# Jaguariaíva (tiểu vùng)
Jaguariaíva là một tiểu vùng thuộc bang Paraná, Brasil. Tiều vùng này có diện tích 5654 km², dân số năm 2007 là 94004 người.